# 吳中偉 (萬曆進士)
吳中偉（1563年—1631年），字境虚，號生白。浙江嘉兴府海盐县人。明朝政治人物。同進士出身。

## 生平
万历二十五年順天府丁酉科舉人，二十六年（1598年），登戊戌科進士，大理寺觀政，授南京行人，奉使益潞沈三藩，丁憂歸，二十九年補升右司副，三十四年转刑部员外郎，三十五年（1607年）七月丁未督贵州学政，摄贵阳兵备。三十八年庚戌，擢福建参议，分守建南道。四十一年癸丑，升湖廣副使，备兵衡永。四十四年丙辰，升江西参政，守江西南昌。四十七年己未，升廣东按察使，督师援关门，倍道疾行，诸路兵无能及者。南还，击斩山东白莲贼数千，不上功归。天启元年辛酉（1628年），升粤东右布政使，转左布政使。三年癸亥（1623年），推太仆寺少卿，不报。逾年以光禄召。五年乙丑，晋大理寺卿，晉刑部右侍郎，寻转左侍郎。加刑部尚书致仕。归田后建「友于堂」，与兄吴之英日往还觞咏其中。崇禎四年（1631年）九月卒，年六十九。

## 家族
始祖吴忠，本姓胡，自天台水竹迁澉浦，易姓吴。曾祖吴昆，祖吴芸，父吴霽，俱赠廣東按察使。子吴麟趾，字孟佳，孝谨工诗文，有学稼轩草，不胜丧，两月而卒。兄吴之英，字千朋，号心沂，万历癸卯举人，定海教谕，萧县知县。